# Barcarole (1935)
Barcarole ist ein deutsches Liebesdrama aus dem Jahre 1935 von Gerhard Lamprecht. In den Hauptrollen spielen Lída Baarová, Gustav Fröhlich und Willy Birgel.

## Handlung
Die Geschichte spielt weitgehend während einer Nacht des Jahres 1911 in Venedig. Die Barcarole ist ein ausgelassenes und farbenfrohes Volksfest, das sich in den Lagunen und den verwinkelten Gassen abspielt. Am Abend dieses Festes treffen sich einige Herrschaften zu einem Herrenabend im Palazzo Loredan des Fürsten Lopuchin. Dort schließt der leichtfertige Bonvivant und Nichtstuer Graf Colloredo, bislang ein wahres Glückskind vor dem Herrn, eine seltsame Wette ab: Der junge, dynamische und von seinem Jungmännercharme überzeugte Herzensbrecher, der sich soeben von seiner letzten Geliebten Lena Ludovisca getrennt hat, wettet, dass er noch in dieser Nacht die stolze Gattin des Alfredo Zubaran, eines hartherzigen und kalten mexikanischen Edelmannes, erobern werde. Jene Giacinta Zubaran gilt als ebenso schön wie unnahbar.
In diesem Moment tritt Zubaran hinzu und hält dagegen: Er behauptet, dass seine Gattin ihm stets die Treue halten werde und von makelloser Tugendhaftigkeit sei. Zum Beweis ihrer Untreue und seines Sieges über die Anständigkeit Giacintas solle Colloredo am Morgen danach dasjenige Medaillon vorweisen, das Giacinta stets an sich trage und niemals ablege. Sollte Colloredo dies gelingen, so solle es zu einem bereits fest verabredeten Duell kommen, bei dem allerdings dem jungen Casanova der erste Schuss gebühre. Solle der Graf aber in seiner Bemühung um Giacinta versagen, so dürfe Zubaran den ersten Schuss abgeben … und der zynische Mexikaner gilt als ausgezeichneter Schütze.
Giacinta will die Barcarole aus vollem Herzen genießen, ist dies doch ihre letzte Nacht in Venedig. Beim Besteigen einer Gondel begegnet sie Graf Colloredo, und beide jungen Leute verlieben sich im Laufe der folgenden gemeinsamen Stunden leidenschaftlich ineinander. Colloredo sieht sich in einer Zwickmühle, denn die sehr leichtfertig geschlossene Wette steht nun einer ernsthaften Beziehung mit dieser Frau im Wege. Plötzlich interessiert ihn die alberne Wette nicht mehr, und obwohl Giacinta ihm ihr Medaillon, ein Talisman, freiwillig überreicht, zieht Colloredo keinen Nutzen daraus und zeigt diesen seinem mexikanischen Gegenspieler nicht, obwohl es ein leichtes wäre, in Triumphgeheul auszubrechen. Lieber will er sich im Duell, in dem er unter diesen Bedingungen keine Chance zum Überleben hat, sterben, als seine junge Liebe zu Giacinta, die am selbigen Tag nach Mexiko zu ihrem Kind heimreist, verraten. Und so geschieht es …

## Produktionsnotizen
Barcarole wurde vom 28. November 1934 bis Mitte Januar 1935 in den UFA-Ateliers von Neubabelsberg (Studioaufnahmen) und in Venedig (Außenaufnahmen) gedreht. Die Uraufführung erfolgte am 4. März 1935 im Berliner Gloria-Palast. In Österreich lief der Streifen vier Tage später an.
Hauptdarstellerin Baarová gab in Barcarole ihr deutsches Filmdebüt. Sie und ihr Filmpartner Fröhlich pflegten seit den Dreharbeiten auch im realen Leben eine leidenschaftliche Liebesbeziehung miteinander, die erst in demjenigen Moment endete, als Baarovás späterer Liebhaber, der verheiratete Propagandaminister und mehrfache Familienvater Joseph Goebbels, ein Auge auf sie geworfen hatte und infolgedessen eine Staatsaffäre auszulösen drohte, die erst von Adolf Hitler im Herbst 1938 durch ein Machtwort und die Ausweisung Baarovás beendet wurde.
Produzent Günther Stapenhorst übernahm auch die Herstellungsleitung, Erich von Neusser war Produktionsleiter. Robert Herlth und Walter Röhrig zeichneten für die Filmbauten verantwortlich, die Kostüme entwarf Arno Richter, assistiert von Manon Hahn. Die Texte zu Hans-Otto Borgmanns Komposition lieferte Bruno Balz. Fritz Seidel war für den Ton zuständig.
Der Film hatte trotz Benutzung der Musik Jacques Offenbachs (Hoffmanns Erzählungen), der im Dritten Reich als „nicht arisch“ galt, keine Probleme mit der Filmzensur. Barcarole fand 1935 sogar Aufnahme in Hitlers Filmarchiv auf dem Berghof bei Berchtesgaden.
Von Barcarole wurde unter dem Titel Barcarolle d’amour zeitgleich auch eine französischsprachige Version angefertigt. Lamprecht führte auch hier Regie, allerdings unterstützt von dem französischen Dialogregisseur Roger Le Bon. Die drei Hauptrollen übernahmen Edwige Feuillère (als Giacinta), Pierre Richard-Willm (als Colloredo) und Roger Karl (als Zubaran).

## Kritiken
In der Österreichischen Film-Zeitung ist in der Ausgabe vom 15. März 1935 auf Seite 2 zu lesen: „Gustav Fröhlich erscheint in der Rolle Colloredos, die er sehr wirkungsvoll zu gestalten weiß. Seine Partnerin ist die schöne Lida Baarova. Willy Birgel verkörpert die interessante Persönlichkeit Zubarans (…) Die wundervollen Motive von Offenbachs ‚Hoffmanns Erzählungen‘ erfüllen den Film mit Stimmung.“
Paimann’s Filmlisten resümierte: „Ein packender Stoff, dessen Möglichkeiten man nicht voll ausgenützt (hat), dessen Spannung der oft banale Dialog zerredet. Die Regie verpaßt über den durch reizvolle Aufmachung … unterstützten Massenszenen manchen Höhepunkt. Fröhlich ist sympathisch, aber nicht recht am Platz. Lida Baarova diskret, verhalten, sprachlich noch etwas unfrei, das Ensemble durchaus brav. Stimmungsvolle Musik (Borgmann nach Offenbach); gekonnte Photographie …“

„Vor der Kulisse des Karnevals in Venedig im 19. Jahrhundert angesiedelter Film, der wegen der Studioarchitektur sowie des Musikeinsatzes (unter Verwendung von Motiven aus ‚Hoffmanns Erzählungen‘) filmhistorisches Interesse verdient; inhaltlich eine spielerisch-oberflächliche Maskerade mit klischeehaften dramatischen Akzenten.“